# Туманність Орла
Туманність Орла (також знана як Мессьє 16,M16 та NGC 6611) — молоде розсіяне зоряне скупчення в сузір'ї Змії.

## Регіони туманності
Високоякісні знімки, зроблені в 1995 року телескопом Хаббл, значно поліпшили наукове розуміння процесів, що йдуть всередині туманності й дозволили розрізнити безліч її цікавих деталей.

### Стовпи творіння

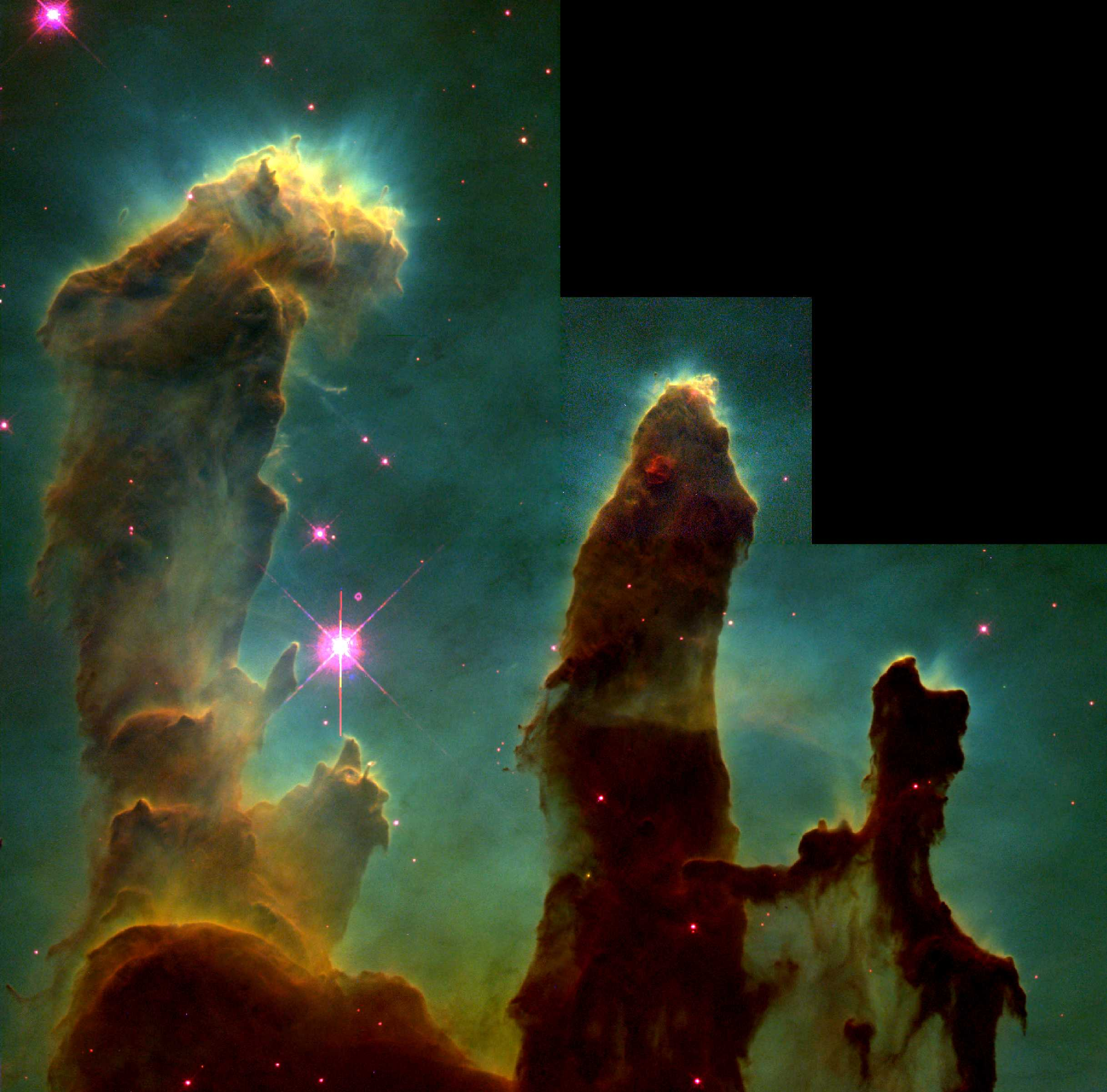
Регіон «Стовпи творіння»

Наприклад, знаменита фотографія, знана як «Стовпи творіння». Тут знаходиться активна область зореутворення. Темні області в туманності — це протозірки. «Стовпи Творіння» нагадують іншу схожу область зореутворення, розташовану в сузір'ї Кассіопея, позначення якої W5, а називається ця область «Гори Творіння».
У Дублінському інституті передових досліджень провели чисельне моделювання процесу створення пилових колон, подібних «Стовпам Творіння».
За даними інфрачервоного телескопа Spitzer, «Стовпи Творіння» було знищено вибухом наднової приблизно 6 тисяч років тому. Але позаяк туманність розташована на відстані 7 тисяч світлових років від Землі, спостерігати Стовпи можна буде ще близько тисячі років. Наслідки вибуху наднової видно на ІЧ знімках, як розігрітий газовий міхур за туманністю.
«Стовпи Творіння» так само відомі під назвою «слонячі хоботи»

### Фея

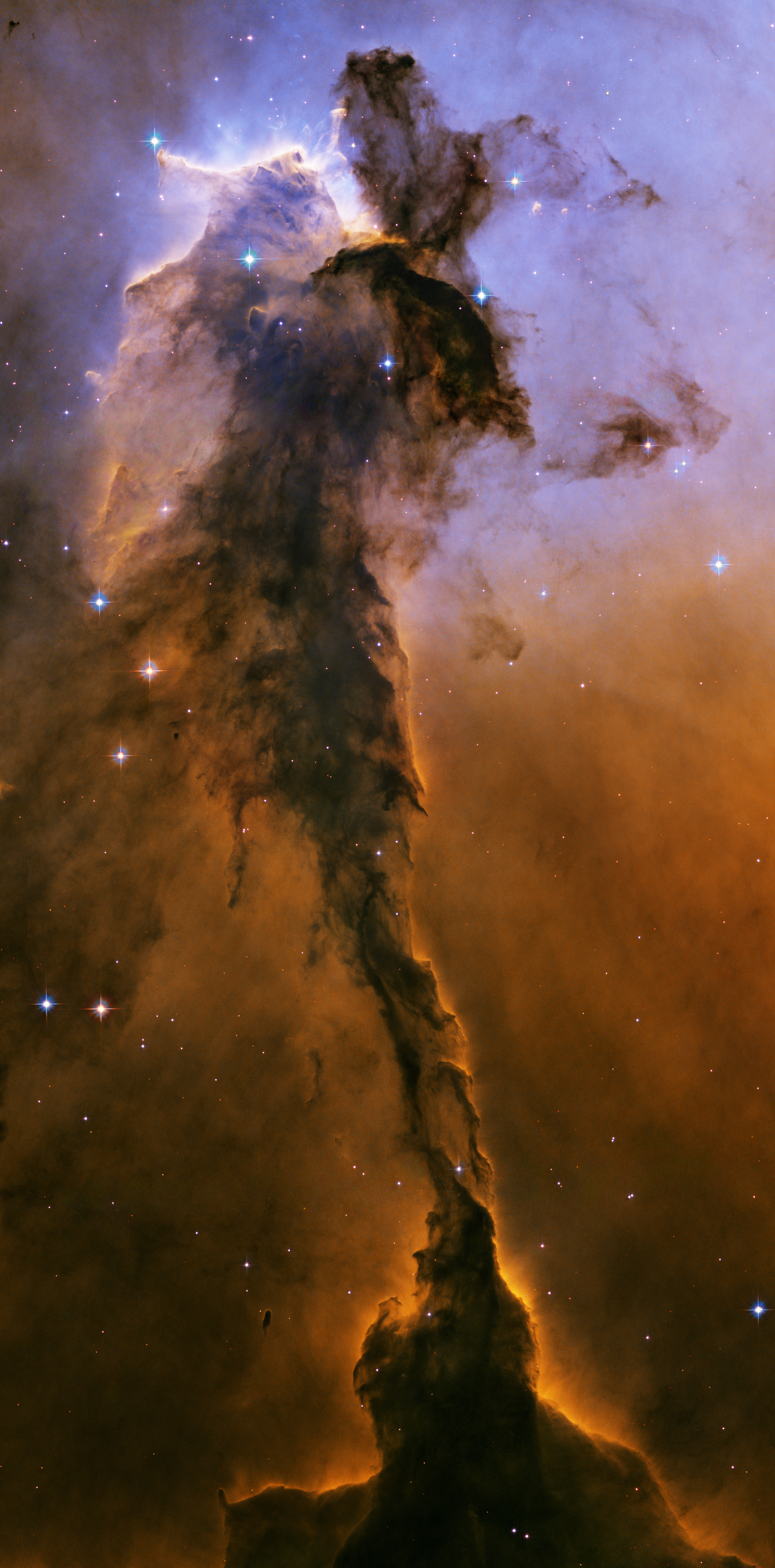
Регіон «Фея»

Одна з кількох «пилових колон» туманності Орел, в якій може вгадати зображення міфічної істоти. Має розмір близько десяти світлових років.

### Орлині «яйця»

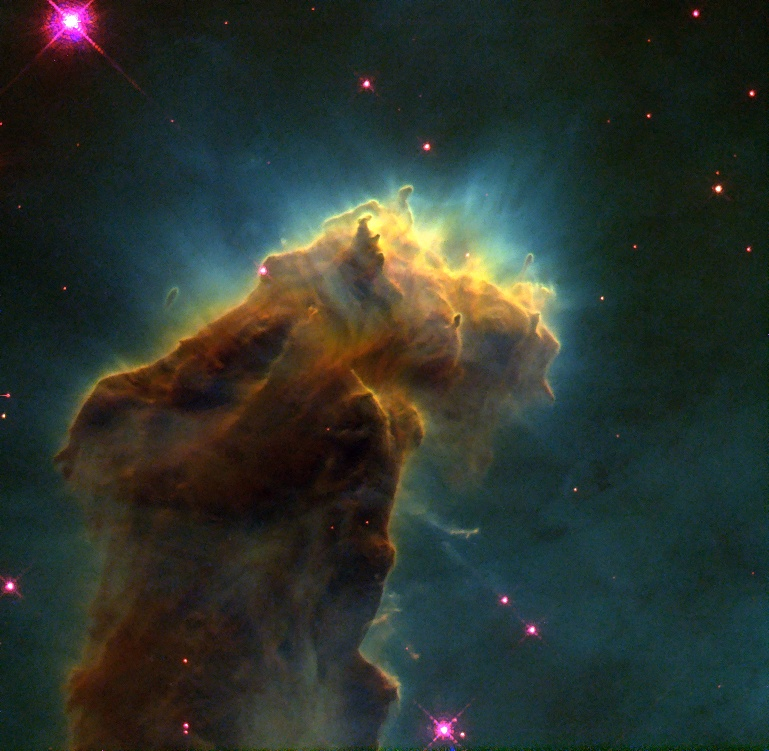
Орлині «яйця»

Області зореутворення, що отримали свою назву від англійської абревіатури EGG — «випаровуючи газоподібні глобули», ІГГ. Видно на вершині одного з «Стовпів Творіння»

## Цікаві властивості

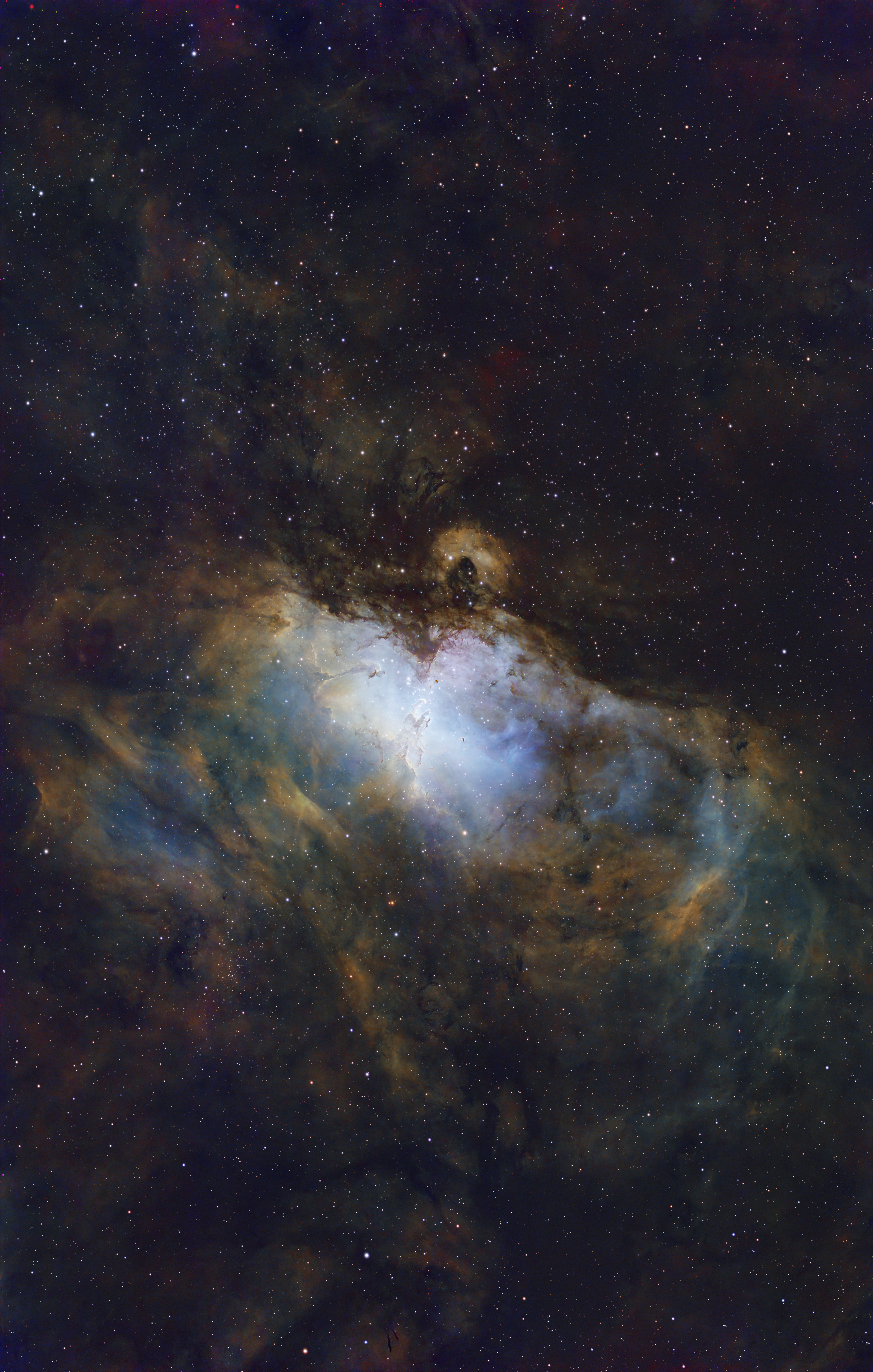
Структури навколишнього газу навколо М16 у модифікованній палітрі SHO відзняте у Києві в 2025р.

Скупчення пов'язане з емісійною туманністю, або областю H II, яка каталогізована як IC 4703. Ця область, де формуються зірки, розташована на відстані близько 7000 світлових років. Найяскравіші зорі мають видимий блиск +8,24, їх можна побачити в потужний призматичний бінокль.

## Спостереження

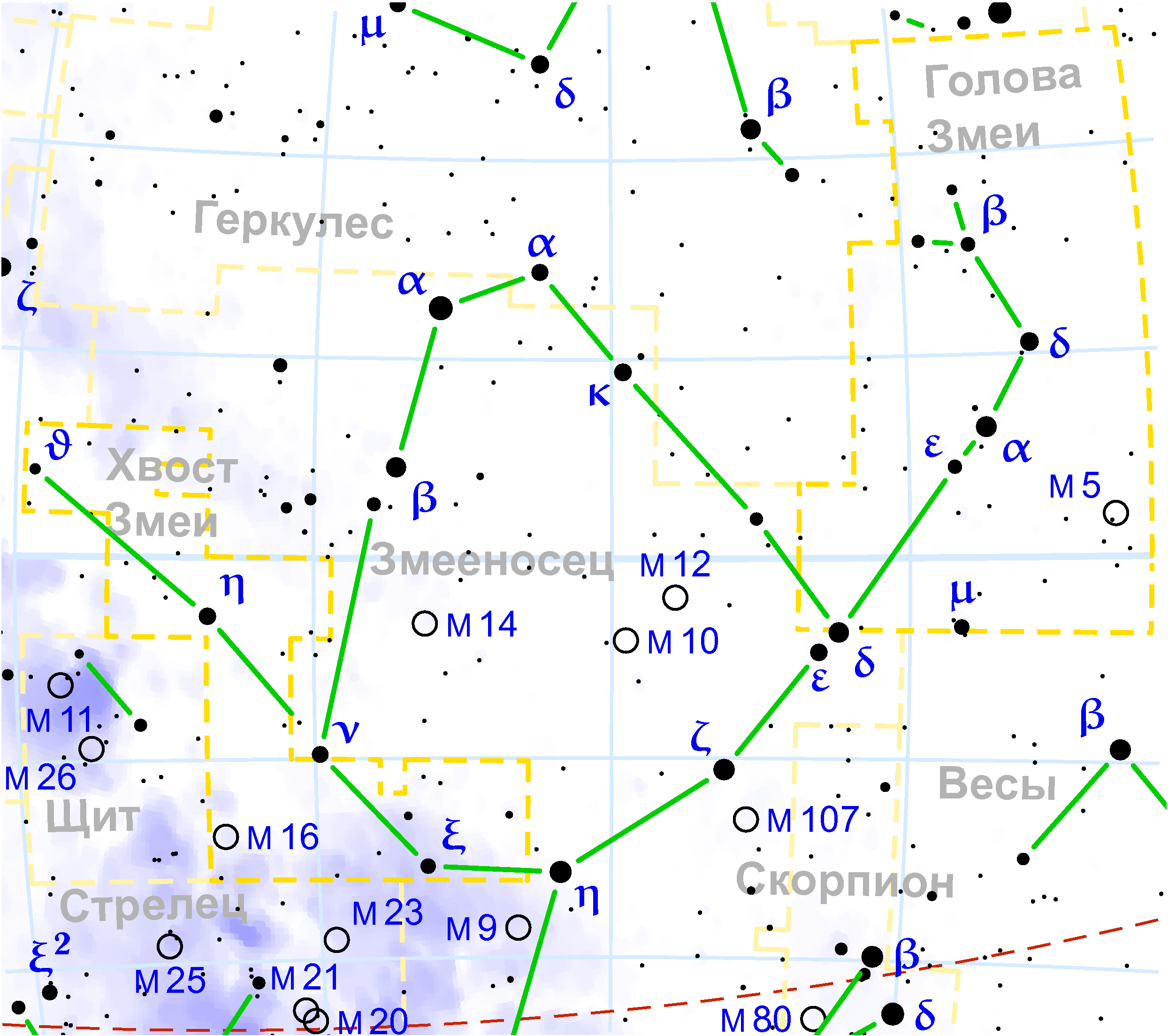
М16 в сузір'ї Змії

Це скупчення з навколишнім його туманністю знаходиться в літньому сузір'ї Змії, точніше в тій частині сузір'я, яка асоціюється з хвостом Змії (Змія єдине двоскладного сузір'я, воно розділяє Змієносця на дві частини — Голову і Хвіст). Шукати його краще з боку Щита — на продовженні відрізка β — α Щита, приблизно в парі градусів на захід γ Щита. Вже в бінокль або підзорну трубу легко помітити характерний трикутник складений з зірок — дзьоб або голову Орла, що дав назву скупчення. У телескоп добре видно, що зірки скупчення занурені в серпанок туманності, яка формує як би розправлені крила Орла, як його зображують на гербах деяких країн. Так званий «діпскай»-фільтр (UHC або OIII) приглушує зірки, але і робить зображення туманності контрастнішим, великим за розміром. При апертурі телескопа від 300 мм і доброму сільському або гірському небі стають видні темні провали «стовпів».

### Сусіди по небу з каталогу Мессьє
- M17 і M18 — (в парі градусів південніше, на північному кордоні Стрільця) — одна з примітних туманностей літнього неба — «Омега» або «Лебідь»;
- M24 — (ще далі на південь) величезну хмару Чумацького Шляху;
- M11 — (на північний схід, в центрі Щита) розсіяне скупчення «Дика Качка»;

### Послідовність спостереження на «Марафоні Мессьє»
… М39 → М26 →М16 → М17 → М18 …

## Зображення

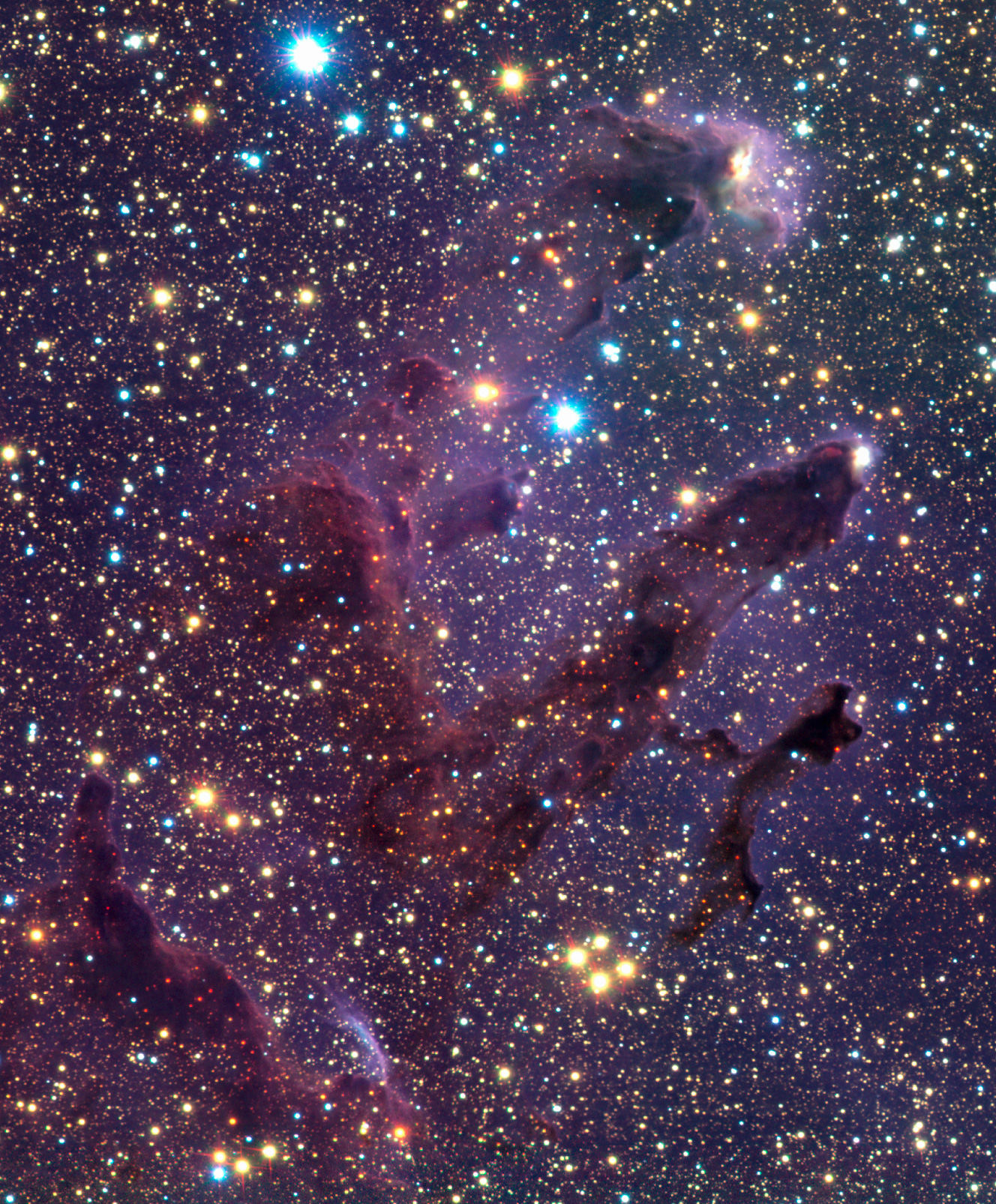
An infrared view of the pillars reveals different structures. Credits: ESO
Three-colour composite mosaic image of the Eagle Nebula. Credits: ESO
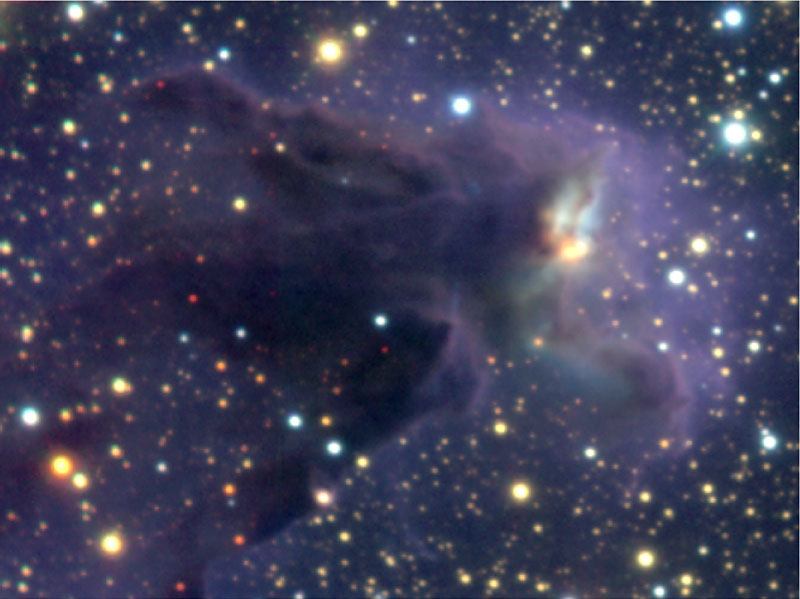
Head of Column in the Eagle Nebula. Credits: ESO
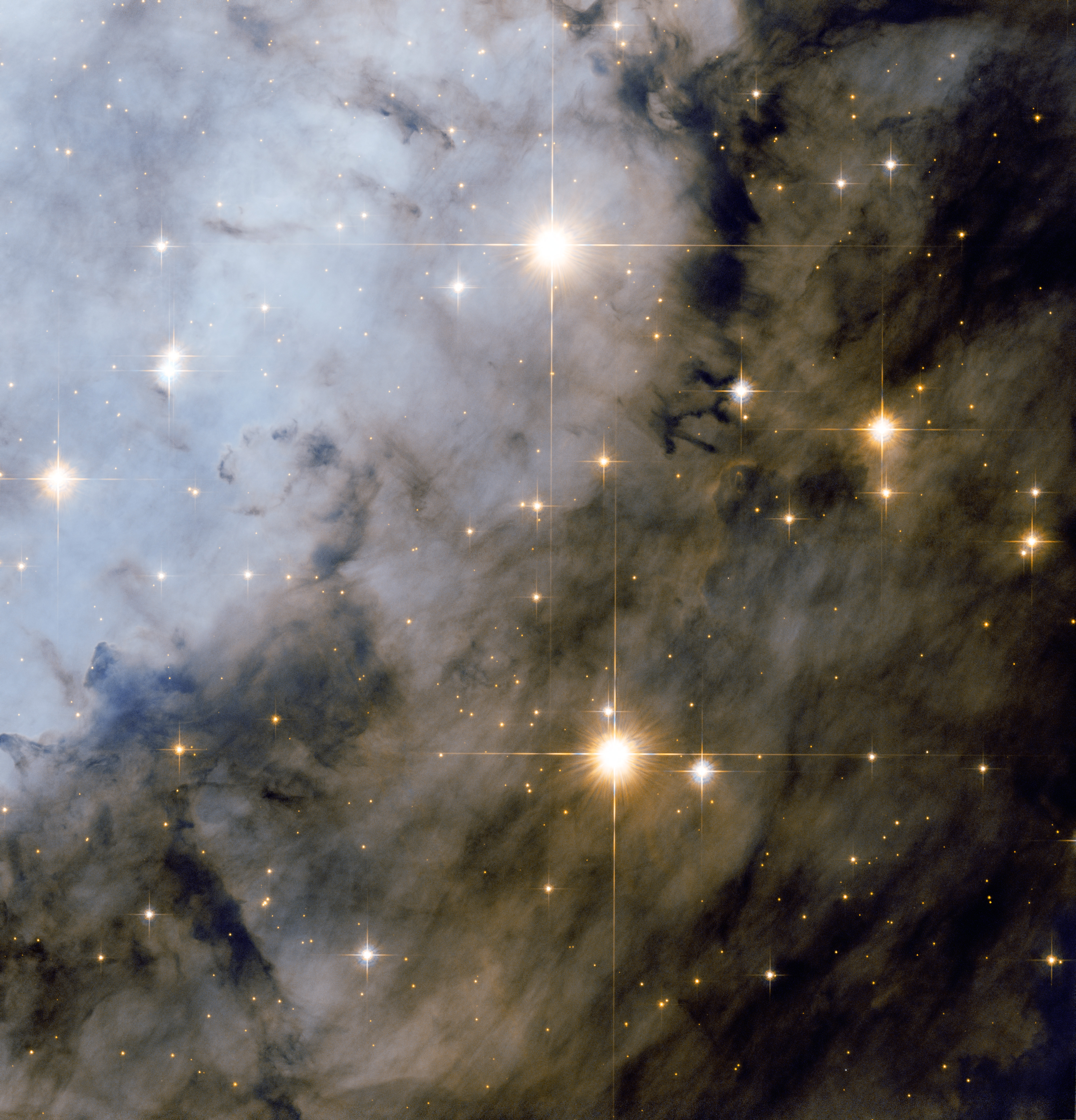
Northwestern part of the region, well away from the centre. Credits: ESA/Hubble & NASA